# Marceli Struszyński
Marceli Struszyński, né le 16 janvier 1880 à Winnica et mort le 1er septembre 1959 à Varsovie, était un chimiste polonais et professeur de l'École polytechnique de Varsovie de 1938 à 1939 et de 1945 à 1959.
Ses travaux tournèrent autour de la chimie analytique ; il développa une classification originale de aions.
Pendant la Seconde Guerre mondiale, il travailla avec la résistance polonaise. Il analysa le carburant des fusées V-2 pendant l'opération Most III.
Il était le père de Wacław Struszyński. Wacław fuit en Angleterre durant la guerre, et apporta des contributions techniques exceptionnelles à la goniométrie en mer qui permit la localisation rapide des U-boots quand ils émettaient en HF vers l'Europe.

## Travaux
- (en) Cet article est partiellement ou en totalité issu de l’article de Wikipédia en anglais intitulé « Marceli Struszyński » (voir la liste des auteurs).
- Analiza techniczna (1946)
- Analiza ilościowa i techniczna (t. 1–3 1947–50)
- Jakościowa analiza organiczna (1960)
- Jakościowa analiza nieorganiczna (1960)